# Erzurumspor
Maillots
Erzurumspor Kulübü était un club turc de football basé à Erzurum, fondé en 1968.
Le club évolue en première division pendant trois saisons, de 1998 à 2001. Il évolue en deuxième division lors de la saison 1973-1974, puis de 1979 à 1998, et enfin de 2001 à 2003.

## Historique
- 1968 : fondation du club, un an après le club participe à la troisième division turque nouvellement créée.
- 1998 : Promotion en Première Division, le club y séjourne trois années luttant à chaque saison contre la relégation. A la fin de la saison 2000-2001, Erzurumspor est relégué.
- Le club est ensuite confronté aux problèmes financiers, puis commence la lente chute vers les divisions inférieures. en 2011, le club se retrouve au quatrième niveau du championnat turc, et n'obtenant pas de licence de la part de la fédération est relégué administrativement dans les divisions amateurs, s'ensuit la fin du club.

L'autre club de la ville, Erzurum BB récupère le nom du club en se nommant BB Erzurumspor et connaitra un essor jusqu'à la montée en Première division en 2018.

## Parcours
- Championnat de Turquie : 1998-2001
- Championnat de Turquie D2 : 1973-1974, 1979-1998, 2001-2003
- Championnat de Turquie D3 : 1968-1973, 1974-1979, 2003-2010
- Championnat de Turquie D4 : 2010-2011